# Besseria brevipennis
Besseria brevipennis är en tvåvingeart som först beskrevs av Friedrich Hermann Loew 1863.  Besseria brevipennis ingår i släktet Besseria och familjen parasitflugor. Inga underarter finns listade i Catalogue of Life.